# Fiat Multipla
Fiat Multipla (укр. Фіат Мультіпла, тип 186) — компактвен італійської компанії Fiat, що випускався з 1998 по 2010 рік. Базується на платформі Fiat Brava. Особливостями автомобіля є його ширина і наявність трьох сидінь спереду. Згодом таку схему застосували на Honda FR-V.

## Опис

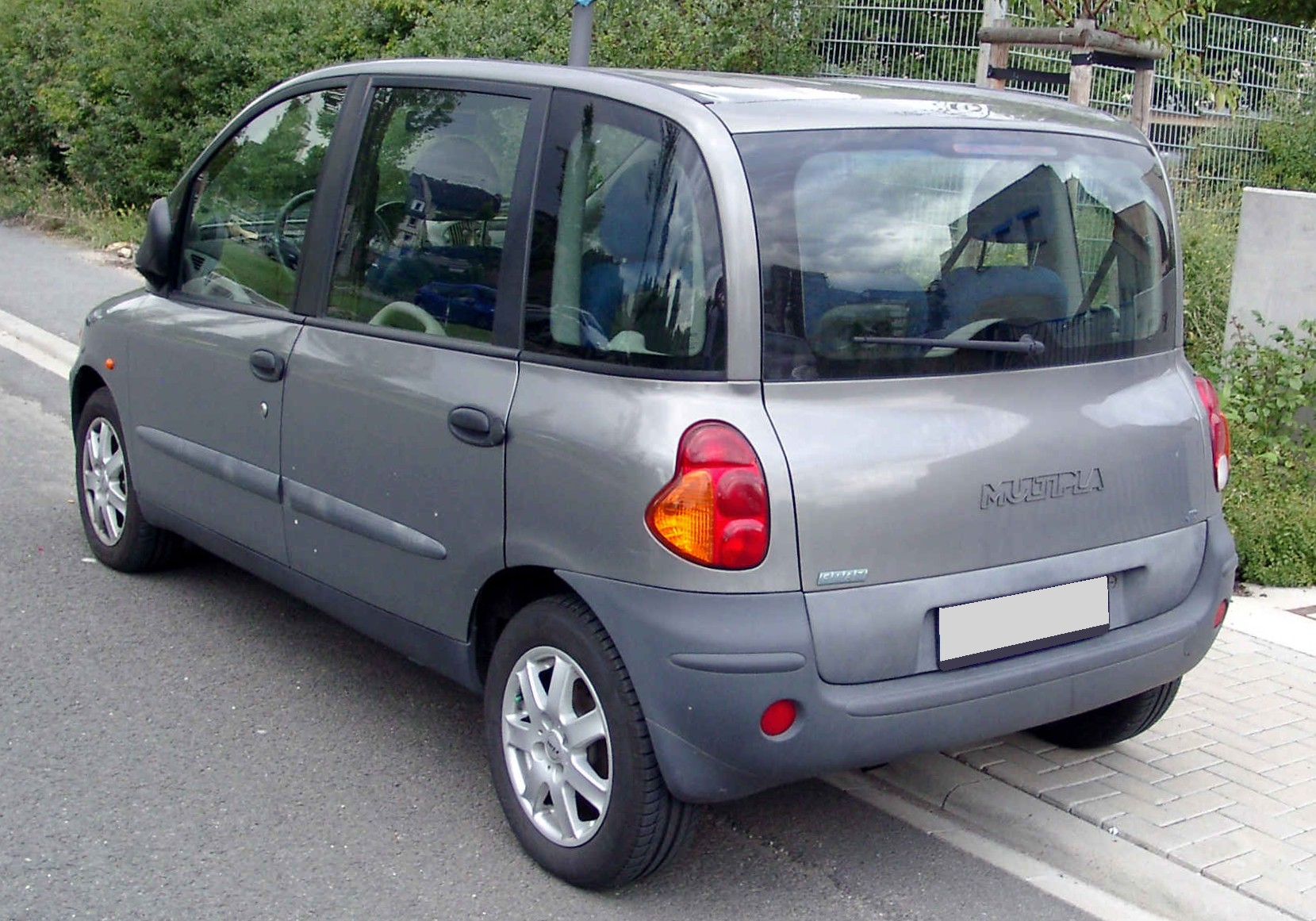
Fiat Multipla (1998—2004)

Назва «Multipla» було застосовано Fiat не вперше. Раніше так називалася одна з модифікацій Fiat 600.
У середині 2004 року автомобіль модернізували — спірний зовнішній дизайн був замінений на більш звичний.
Загалом виготовили 344 841 компактвенів в Італії і 25 036 автомобілів Zotye M300 Langyue в Китаї.

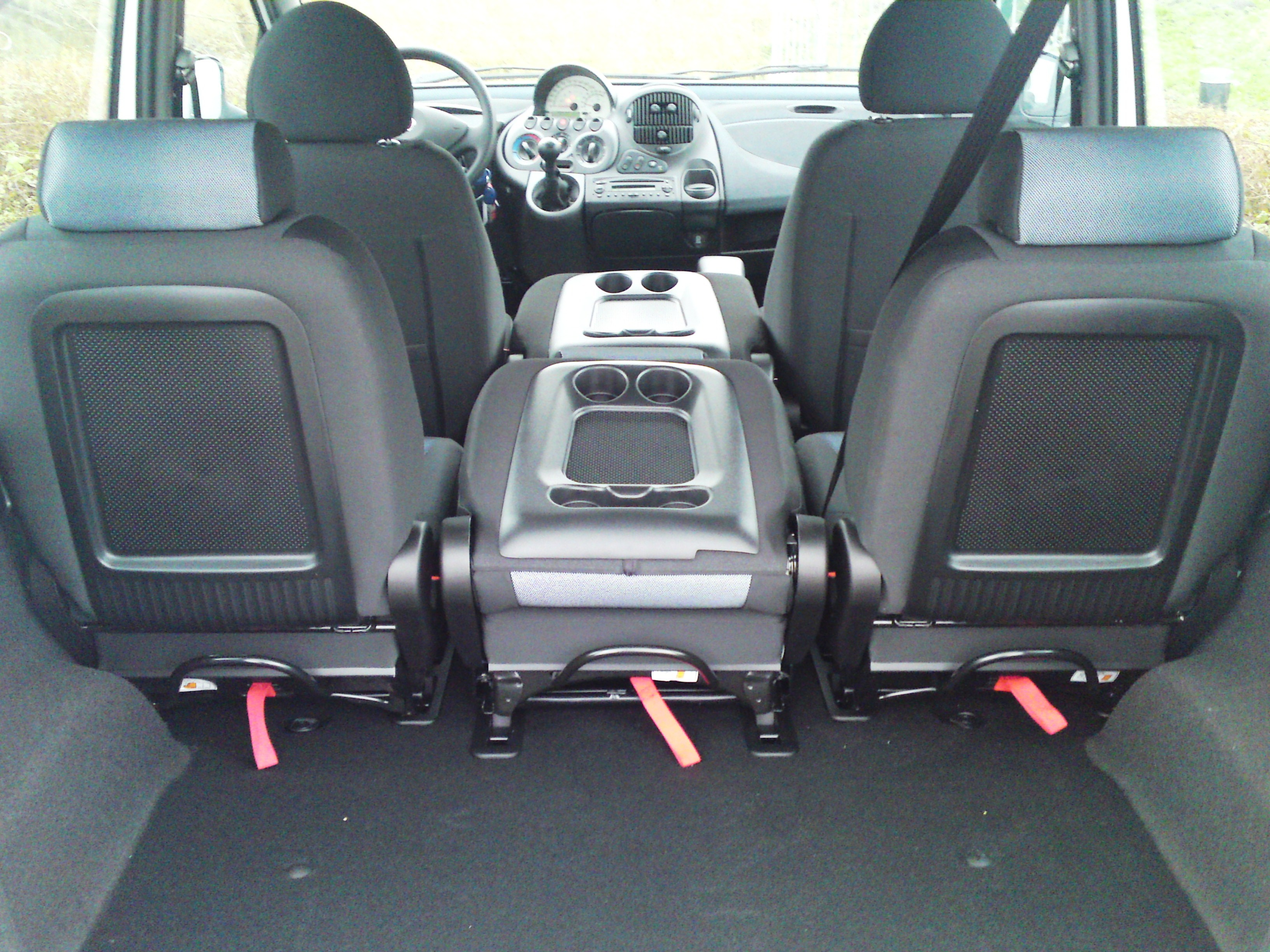

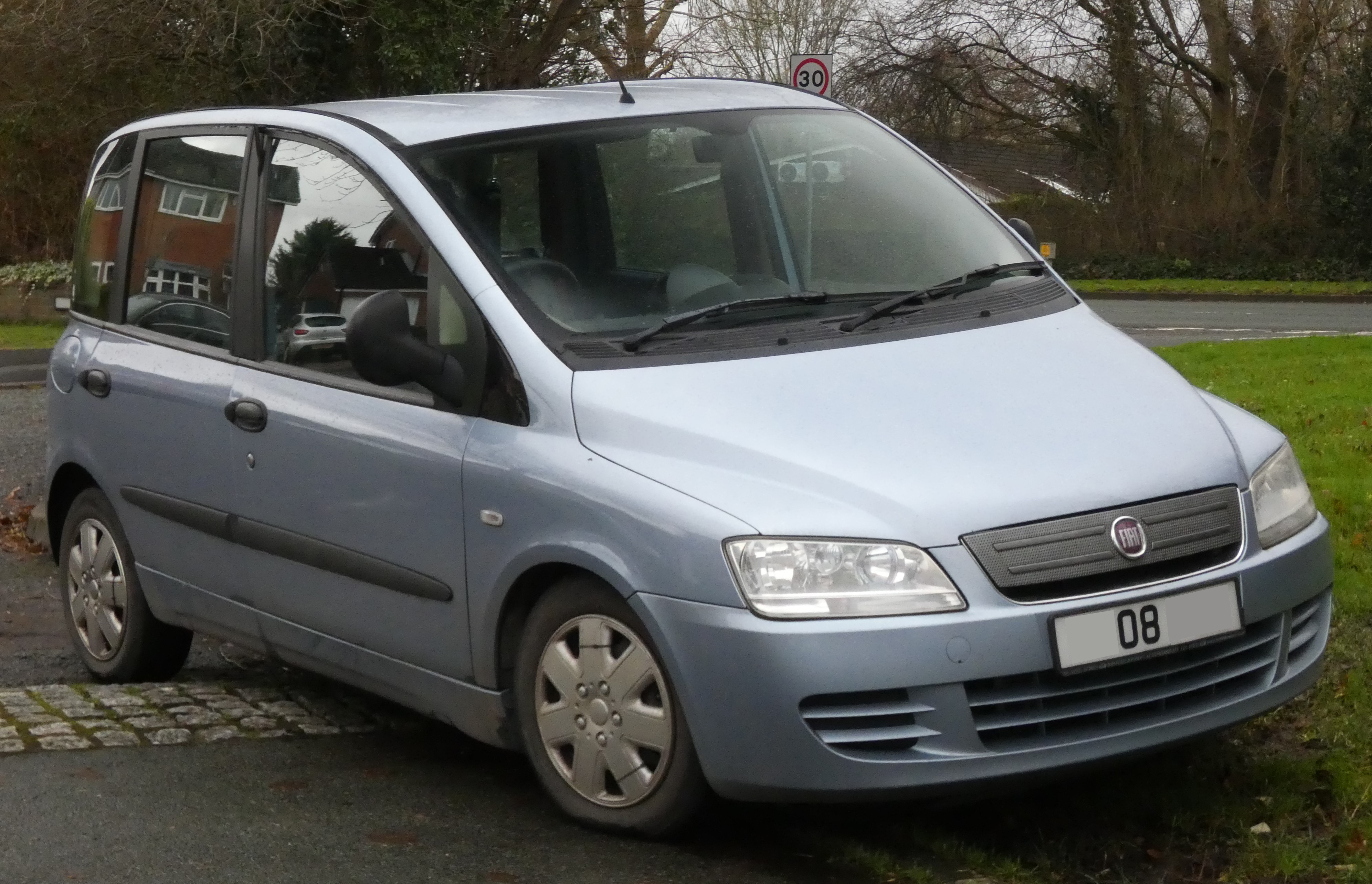
Fiat Multipla (2004–2010)
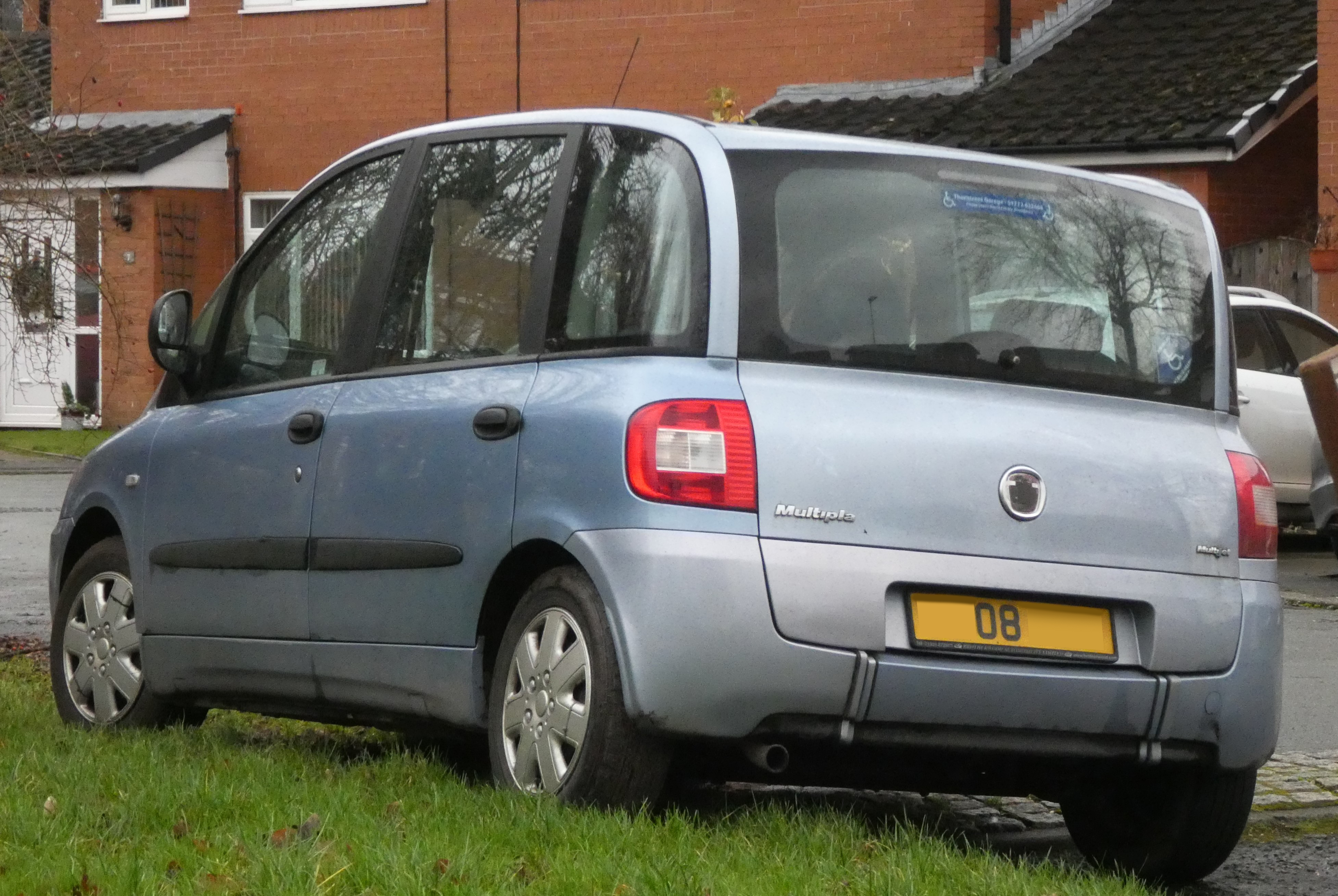
Fiat Multipla (2004–2010)

## Двигуни
Легковий автомобіль Fiat Multipla, оснащувався, чотирма моделями двигунів:

#### Fiat 1.6 16V
Рядний чотирициліндровий 16-клапанний бензиновий інжекторний двигун, робочим об'ємом 1581 см³ (1,6 л), потужністю 95 к. с. (70 кВт) при 5750 об/хв. Крутний момент — 130 Н·м при 4000 об/хв. Система живлення — розподілене багатоточкове уприскування. Міра стискання — 12,5. Діаметр циліндра × хід поршня: 86,4 мм × 67,4 мм. Максимальна швидкість — 160 км/год. Розгін до 100 км/год — 15,5 с. Витрата палива — 5,6 л (змішана). Паливо — АІ-98.

#### Fiat 1.6 BiPower
Рядний чотирициліндровий 16-клапанний бензиновий інжекторний двигун, робочим об'ємом 1596 см³ (1,6 л), потужністю 103 к. с. (76 кВт) при 5750 об/хв. Крутний момент — 145 Н·м при 4000 об/хв. Система живлення — розподілене багатоточкове уприскування. Міра стискування — 10,5. Діаметр циліндра × хід поршня: 80,5 мм × 78,4 мм. Максимальна швидкість — 168 км/год. Розгін до 100 км/год — 13,5 с. Витрата палива — 11,5 л (місто) / 7,5 л (траса) / 9,1 л (змішана). Паливо — АІ-95.

#### Fiat 1.6 BluPower
Рядний чотирициліндровий 16-клапанний бензиновий інжекторний двигун, робочим об'ємом 1596 см³ (1,6 л), потужністю 103 к. с. (76 кВт) при 5750 об/хв. Крутний момент — 145 Н·м при 4000 об/хв. Система живлення — розподілене багатоточкове уприскування. Міра стискування — 10,5. Діаметр циліндра × хід поршня: 80,5 мм × 78,4 мм. Максимальна швидкість — 168 км/год. Розгін до 100 км/год — 13,5 с. Витрата палива — 11,5 л (місто) / 7,5 л (траса) / 9,1 л (змішана). Паливо — АІ-95.

#### Fiat 1.9 JTD
Рядний чотирициліндровий 8-клапанний дизельний турбований двигун, робочим об'ємом 1910 см³ (1,9 л), потужністю 110 к. с. (81 кВт) при 4000 об/хв. Крутний момент — 200 Н·м при 1500 об/хв. Система живлення — безпосереднє уприскування (неподілені камери згорання). Міра стискування — 18,5. Діаметр циліндра × хід поршня: 82 мм × 90,4 мм. Максимальна швидкість — 173 км/год. Розгін до 100 км/год — 12,2 с. Витрата палива — 8 л (місто) / 5,5 л (траса) / 6,4 л (змішана). Паливо — дизельне паливо.
| Модель             | Двигун | Об'єм    | Потужність               | Крутний момент         | Роки виробництва |
| ------------------ | ------ | -------- | ------------------------ | ---------------------- | ---------------- |
| 100 16V SX         | I4     | 1581 см³ | 103 к. с. при 5750 об/хв | 145 Н·м при 4000 об/хв | 1999—2010        |
| 105 JTD SX         | I4     | 1910 см³ | 105 к. с. при 4000 об/хв | 200 Н·м при 1500 об/хв | 1999—2001        |
| 110 JTD ELX        | I4     | 1910 см³ | 110 к. с.                | 200 Н·м                | 2001—2002        |
| 115 JTD SX/ELX     | I4     | 1910 см³ | 115 к. с.                | 203 Н·м                | 2002—2006        |
| 1.9 JTD            | I4     | 1910 см³ | 120 к. с. при 4000 об/хв | 206 Н·м при 1456 об/хв | 2006—2010        |
| 1.6 (Bi-Power) CNG | I4     | 1581 см³ | 92 к. с. при 5750 об/хв  | 130 Н·м при 4000 об/хв | 1999—2010        |

## Базова комплектація
Стандартна комплектація автомобіля досить багата і включає в себе:
- антиблокувальну систему гальм;
- систему розподілу гальмівних зусиль;
- передні подушки безпеки;
- передні бічні подушки безпеки;
- систему для кріплення дитячого сидіння;
- дитячий замок на задніх дверях;
- дверні балки безпеки;
- кондиціонер;
- бортовий комп'ютер;
- підсилювач керма;
- електропривод і підігрів дзеркал;
- галогенові фари;
- задній склоочисник[2].

## Безпека
У 2001 році Fiat Multipla тестувався за Euro NCAP:
| Водій   | Пішохід |
| ------- | ------- |
| 3 зірки | 2 зірки |